# اچ‌ام‌اس بلانش (۱۸۶۷)
اچ‌ام‌اس بلانش (۱۸۶۷) (به انگلیسی: HMS Blanche (1867)) یک کشتی بود که طول آن ۲۱۲ فوت (۶۴٫۶ متر) بود. این کشتی در سال ۱۸۶۷ ساخته شد.